# Welterbe in Luxemburg
Zum Welterbe in Luxemburg gehört (Stand 2019) eine UNESCO-Welterbestätte des Weltkulturerbes. Luxemburg hat die Welterbekonvention 1983 ratifiziert.

## Welterbestätten
Die folgende Tabelle listet die UNESCO-Welterbestätten in Luxemburg in chronologischer Reihenfolge nach dem Jahr ihrer Aufnahme in die Welterbeliste (K – Kulturerbe, N – Naturerbe, K/N – gemischt, (G) – auf der Liste des gefährdeten Welterbes).
| Bild                                                  | Bezeichnung                                                  | Jahr | Typ | Ref. | Beschreibung                                                                                         |
| ----------------------------------------------------- | ------------------------------------------------------------ | ---- | --- | ---- | --- |
| Die Stadt Luxemburg: Ihre alten Viertel und Festungen | Die Stadt Luxemburg: Ihre alten Viertel und Festungen (Lage) | 1994 | K   | 699  | Die Stadt Luxemburg wurde ab dem 16. Jahrhundert zu einer der stärksten Festungen Europas ausgebaut. |

## Tentativliste
In der Tentativliste sind die Stätten eingetragen, die für eine Nominierung zur Aufnahme in die Welterbeliste vorgesehen sind. 

### Aktuelle Welterbekandidaten
Mit Stand 2017 ist keine Stätte in der Tentativliste von Luxemburg eingetragen.

### Ehemalige Welterbekandidaten
Diese Stätten standen früher auf der Tentativliste, wurden jedoch wieder zurückgezogen oder von der UNESCO abgelehnt. Stätten, die in anderen Einträgen auf der Tentativliste enthalten oder Bestandteile von Welterbestätten sind, werden hier nicht berücksichtigt.
| Bild                                | Bezeichnung                                | Jahr      | Typ | Ref. | Beschreibung                                                                                             |
| ----------------------------------- | ------------------------------------------ | --------- | --- | ---- | --- |
| Altstadt und Kloster von Echternach | Altstadt und Kloster von Echternach (Lage) | 1993–2011 | K   | 413  | Historischer Stadtkern von Echternach und die Reichsabtei Echternach                                     |
| Altstadt und Burg von Vianden       | Altstadt und Burg von Vianden (Lage)       | 1993–2014 | K   | 412  | Historischer Stadtkern von Vianden und die Burg Vianden 2013 abgelehnt aufgrund mangelnder Authentizität |